# Maria (2024, Pablo Larraín)
Maria ist ein Filmdrama von Pablo Larraín. Es handelt sich bei der Koproduktion von Deutschland, Italien und den USA um eine Filmbiografie über die Opernsängerin Maria Callas, im Film gespielt von Angelina Jolie, und zeigt diese in ihren letzten Lebenstagen in den 1970er Jahren in Paris. Maria stellt den Abschluss von Larraíns Trilogie über Frauen der Weltgeschichte dar, die mit Jackie: Die First Lady über die Präsidentengattin Jacqueline „Jackie“ Kennedy begonnen und mit Spencer über Prinzessin Diana fortgesetzt wurde. Der Film feierte Ende August bei den Internationalen Filmfestspielen von Venedig seine Premiere, wo er im Wettbewerb für den Goldenen Löwen gezeigt wurde. Anfang Februar 2025 kam der Film in die Kinos in Deutschland, Österreich und der Schweiz. Der Heimkinostart ist für den 19. Juni 2025 angekündigt.

## Handlung
Paris in den 1970er-Jahren. Maria Callas behandelt die beiden Menschen, die sich jahrelang um sie gekümmert haben, ihre Haushälterin Bruna und ihren Butler und Chauffeur Ferruccio, wie Leibeigene, deren Lebenszweck darin besteht, ihren Launen nachzugeben. Obwohl Ferruccio Rückenprobleme hat, befiehlt sie ihm ständig, den Flügel umzustellen, ohne dass es hierfür einen nachvollziehbaren Grund gibt. Sie selbst nimmt regelmäßig das Medikament Methaqualon ein und vermeidet Treffen mit ihrem Arzt Dr. Fointainebleau.
Maria ist 53 und hat seit viereinhalb Jahren nicht mehr öffentlich gesungen. Die Gerüchte um ein Comeback der berühmten Opernsängerin mehren sich. Sie hat begonnen, wieder Gesangsunterricht zu nehmen. Sie will wieder mit einer Stimme singen, die so erhaben ist, so rein und so durchdringend, wie einst. Sie ist sich allerdings unsicher, ob ihr das gelingt. Nachdem sie ihr Leben dem Publikum auf der ganzen Welt gewidmet hat, sehnt sich Maria aber auch nach ihrer eigenen Stimme und Identität.

## Produktion

### Filmstab, Aufbau und Besetzung
Regie führte Pablo Larraín. Es handelt sich bei Maria nach Jackie: Die First Lady von 2016 und Spencer von 2021 um den Abschluss von Larraíns sogenannter „Lady-with-heels“-Trilogie. Für den Schnitt des Films griff Larraín auf Sofía Subercaseaux zurück, die ihn bereits bei El Conde unterstützt hatte. Das Drehbuch über das Leben von Maria Callas schrieb Steven Knight Hauptdarstellerin Angelina Jolie auf den Leib. Knight hatte mit Larraín bereits für Spencer zusammengearbeitet.
Der Film schildert Callas’ letzte Lebenstage. In Schwarzweiß-Rückblenden geht das Werk aber auch auf die Höhepunkte ihrer Karriere ein, so ihre Auftritte in Werken von Verdi, Puccini, Bellini, Donizetti, Catalani und Cherubini an den renommiertesten Opernhäusern der Welt, wie dem Covent Garden, The Met und La Scala. Zu dieser Zeit unterhielt sie eine Liebesaffäre mit dem Reeder Aristoteles Onassis.

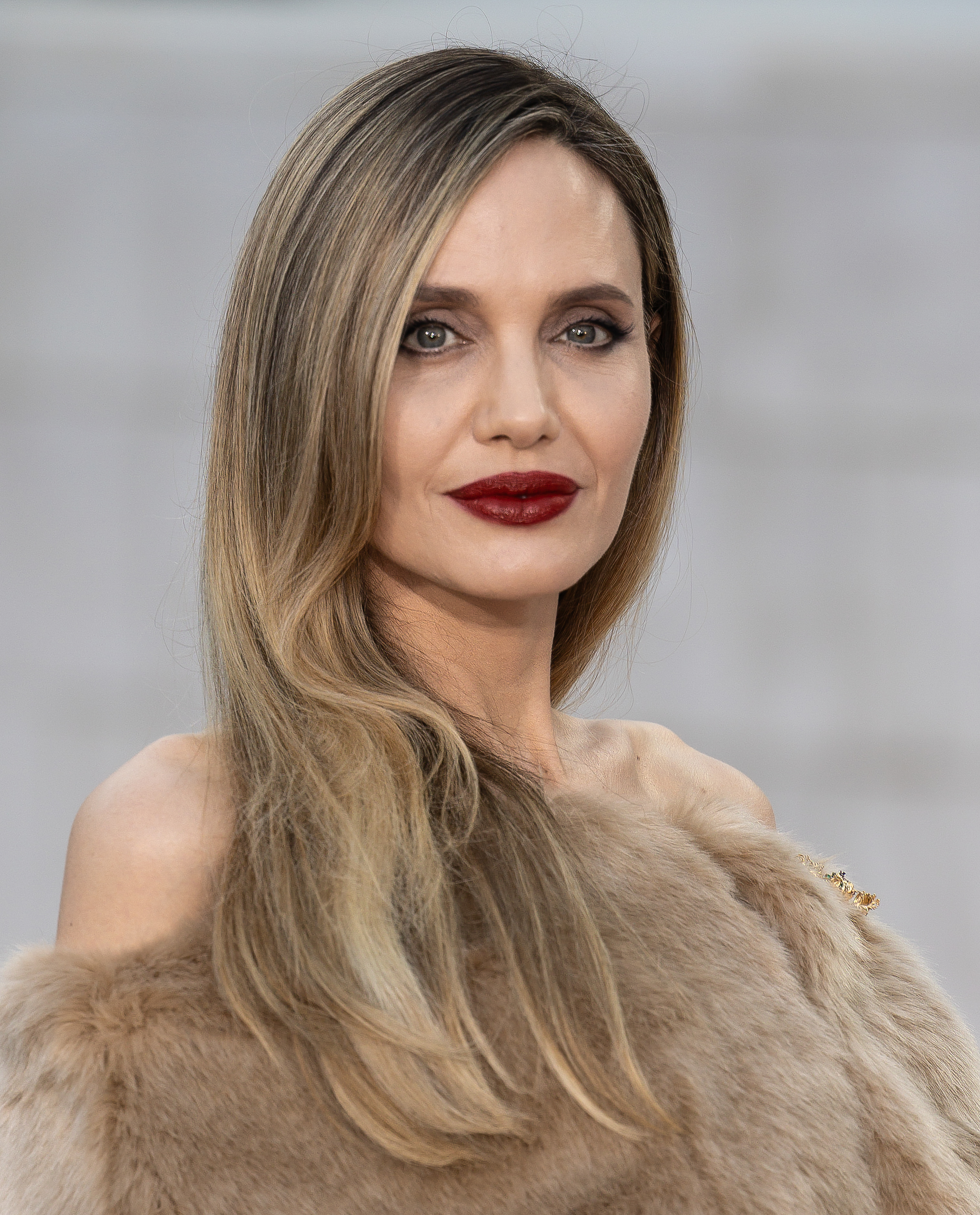
Angelina Jolie spielt in der Titelrolle Maria Callas

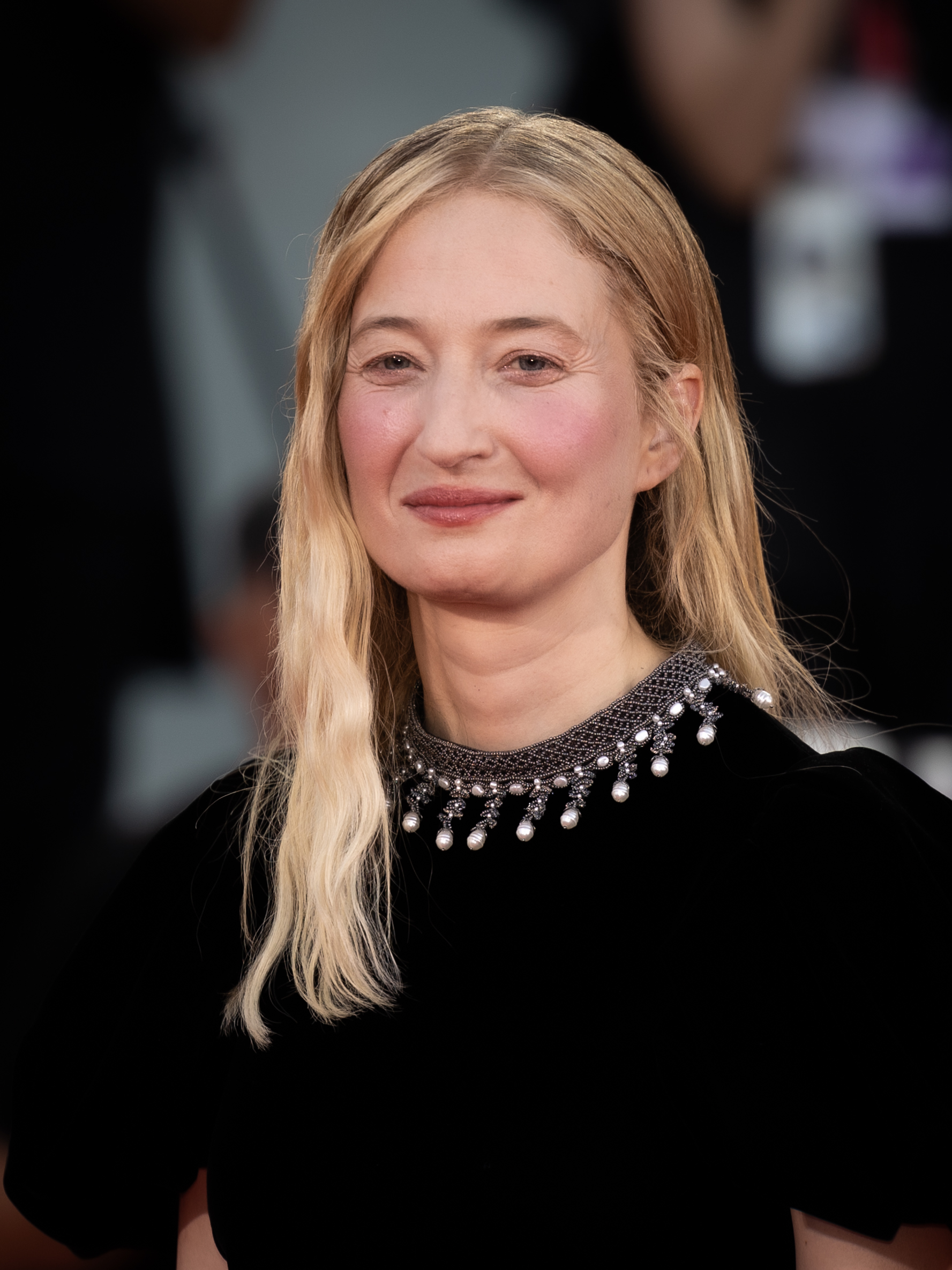
Alba Rohrwacher spielt Callas' Haushälterin Bruna

Larraín wurde während seiner Kindheit in Santiago de Chile von seiner Mutter an die Oper herangeführt. Er hatte Jolie im Laufe seiner Karriere mehrfach getroffen und darauf gehofft, ihr irgendwann ein gemeinsames Filmprojekt anbieten zu können. Er wandte sich an die Schauspielerin im Jahr 2021, nach Abschluss der Postproduktion an Spencer. Noch bevor er Jolie Details zum Projekt bekanntgab, organisierte er für sie eine private Filmvorführung von Spencer auf dem Paramount-Gelände. Jolie soll von seinem Werk sehr angetan gewesen sein und sagte nach kurzer Bedenkzeit zu.
Larraín hatte nach einer Schauspielerin gesucht, „die ganz natürlich und organisch“ Maria Callas darstellen konnte. Jolie begann sich über sechs Monate auf die Rolle vorzubereiten. Sie arbeitete an ihrer Haltung sowie Atmung und trainierte sich einen Akzent an. Später nahm sie auch Gesangsstunden. Larraín entwarf zuvor anhand von Callas’ Stimme eine „musikalische Landkarte“ für den Film. Callas’ Werk lieferte die gesamte Klanglandschaft für Maria. Regisseur und Hauptdarstellerin arbeiten dabei eng mit dem britischen Tontechniker John Warhurst zusammen, der für seine Leistung an Bohemian Rhapsody (2018) einen Oscar erhalten hatte. Warhurst erstellte synthetisierte Aufnahmen, indem er Jolies Gesangsdarbietungen mit denen von Callas mischte. Während den Filmszenen zu Callas’ Blütezeit wurden für die Aufnahmen 90 bis 95 Prozent der Original-Gesangsstimme der Opernsängerin verwendet. Diese Lieder werden von Jolie lippensynchron mitgesungen. In den Szenen, die zu Ende ihres Lebens spielen, tritt Jolies Gesang in den Vordergrund.
Zum weiteren Schauspielensemble gehört Haluk Bilginer. Er ist in der Rolle von Aristoteles Onassis zu sehen, mit dem Callas ab Ende der 1950er Jahre eine Liebesaffäre hatte. Valeria Golino spielt ihre Schwester Yakinthi genannt „Jackie“. Alessandro Bressanello, bekannt aus Filmen der Donna-Leon-Reihe, deutschen Fernsehfilmen wie Mit deinen Augen, Bella Germania und Der Feind meines Feindes, italienischen Filmen wie The Hand of God von Paolo Sorrentino und internationalen Produktionen wie Mafia Mamma von Catherine Hardwicke, spielt den italienischen Industriellen, Musikliebhaber und Opernmäzen Giovanni Battista Meneghini. Er war von 1949 bis 1959 mit Maria Callas verheiratet. Kodi Smit-McPhee spielt einen TV-Reporter namens Mandrax, der Maria Callas zuhause interviewt. Pierfrancesco Favino ist in der Rolle ihres Butlers und Chauffeurs Ferruccio zu sehen. Alba Rohrwacher spielt ihre Haushälterin Bruna. Vincent Macaigne ist in der Rolle ihres Arztes Dr. Fointainebleau und Stephen Ashfield in der Rolle ihres Gesangslehrer zu sehen. Marias Mutter wird von Lydia Koniordou verkörpert. Das Casting übernahmen Katalin Baranyi, Sofia Dimopoulou, Maurilio Mangano und Mathilde Snodgrass.

### Filmförderung, Dreharbeiten, Szenenbild und Kostüme
Der Film erhielt vom Medienboard Berlin-Brandenburg eine Produktionsförderung in Höhe von 380.000 Euro.
Die Dreharbeiten fanden im Oktober und November 2023 überwiegend in Frankreich am Palais-Royal und dem Eiffelturm statt, aber auch in Griechenland, so in Pyrgos und an Bord der im Hafen von Katakolo liegenden Yacht Christina O, die einst Aristoteles Onassis und Jackie Kennedy gehörte und wo bereits die Dreharbeiten für Ruben Östlund Film Triangle of Sadness stattfanden. Weitere Aufnahmen entstanden in Budapest und Mailand. Nach ein paar Wochen gab Larraín Jolie keine Anweisungen mehr.
Als Kameramann während der Dreharbeiten fungierte der US-Amerikaner Edward Lachman, mit dem Larraín bereits zuvor an El Conde zusammengearbeitet hatte, eine Arbeit für die Lachman 2024 für den Oscar nominiert wurde. Er drehte, je nach der Zeit in der eine Szene spielt, auf 35-mm-, 16-mm- und Super-8-mm-Film und verwendete teilweise auch Vintage-Objektive. Die Handlung in der Gegenwart wurde auf Farbe gebannt, während die Rückblenden in Schwarzweiß gehalten wurden. Die Kamera ist oft sehr nah an Hauptdarstellerin Jolie. Larraín  nannte ihre Dynamik „sensorisch“.
Die Kulissen für den Film schuf der Szenenbildner Guy Hendrix Dyas, der bereits an Spencer mitgewirkt hatte, während die Kostüme von Massimo Cantini Parrini stammen.

### Musik, Marketing und Veröffentlichung
Der Film verwendet restaurierte Audioaufnahmen von Maria Callas aus insgesamt neun Opern, darunter aus Medea, I Puritani, Anna Bolena und Otello. Das Soundtrack-Album mit insgesamt 27 Musikstücken soll am 29. November 2024 von Warner Classics als Download veröffentlicht werden. Zu einem späteren Zeitpunkt ist eine Veröffentlichung als CD und auf Vinyl geplant.
Maria feierte am 29. August 2024 bei den Internationalen Filmfestspielen von Venedig seine Premiere. In der gleichen Woche wurde der Film beim Telluride Film Festival gezeigt. Der erste Teaser-Trailer wurde Ende September 2024 vorgestellt. Ende September, Anfang Oktober 2024 wird Maria beim New York Film Festival gezeigt und hiernach beim Hamptons International Film Festival und beim London Film Festival. Ende Oktober 2024 sind Vorstellungen beim Chicago International Film Festival, beim Austin Film Festival, beim AFI Fest und beim Savannah Film Festival geplant. Die Veröffentlichungsrechte für den US-amerikanischen Raum sicherte sich Netflix. Es ist die siebte Zusammenarbeit zwischen Larraín und dem US-amerikanischen Medienunternehmen. Studiocanal sicherte sich die Rechte für das Vereinigte Königreich und Irland, sowie Deutschland und Österreich. Der Kinostart in Deutschland erfolgte am 6. Februar 2025. Maria erscheint am 6. Juni 2025 als Download zum Kaufen und ab dem 19. Juni 2025 auf Blu-ray, DVD sowie als Video on Demand zum Leihen.

## Rezeption

### Kritiken und Einspielergebnis
Von den bei Rotten Tomatoes aufgeführten Kritiken sind 75 Prozent positiv. Ein ähnliches Bild ergibt sich auf der Seite Metacritic. Dort erhielt Maria eine Bewertung von 62 von 100 möglichen Punkten, basierend auf mehr als 20 ausgewerteten englischsprachigen Kritiken. Dies entspricht allgemein positive Bewertungen („generally favorable reviews“).

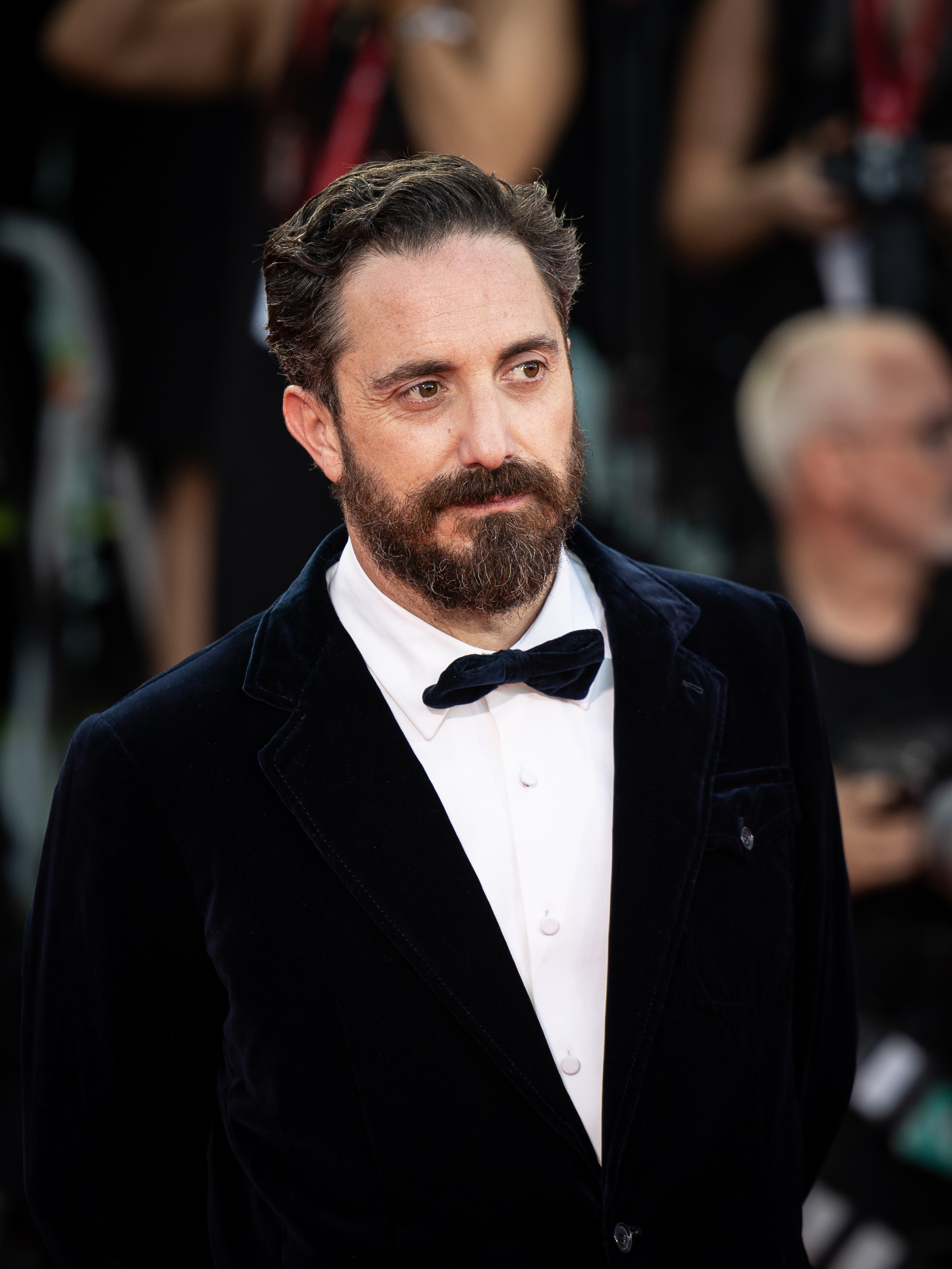
Regisseur Pablo Larraín

Christoph Petersen von Filmstart schreibt in seiner Kritik, in diesem Liebeskarussell der Mega-Promis spiele natürlich auch eine gewisse platinblonde Hollywoodikone mit ihrem gehauchten Happy Birthday eine zentrale Rolle, und man möchte Pablo Larraín bei ihrem Auftritt sofort zurufen, dass Marilyn Monroe doch mit Sicherheit auch High Heels getragen hat und er seine Trilogie doch gerne zur Tetralogie ausbauen solle. Wie in Jackie und Spencer gehe auch in Maria ganz zentral darum, der Protagonistin ihre Stimme wiederzugeben. Aber nachdem er sich mit nun drei Damen endgültig den Ruf als wohl aufregendster Leinwand-Biograf unserer Zeit erarbeitet hat, wüssten wir da trotzdem noch ein paar Ikonen des 20. Jahrhunderts, über die wir am allerliebsten von Pablo Larraín einen Kinofilm sehen würden.
David Rooney bemerkt im Hollywood Reporter zum Vergleich mit Jackie und Spencer, in denen Pablo Larraín berühmte Frauen in Momenten extremer emotionaler Belastung im grellen Rampenlicht der Weltöffentlichkeit untersuchte und dabei eine eindringliche Intimität an den Tag legte, eine solche  Intimität fehle Maria. Angelina Jolie in der Rolle wirke wie ein glitzerndes Juwel in einer Glasvitrine, das zum Betrachten, aber nicht zum Anfassen einlädt, was aber nicht heiße, dass der Film nicht mitreißend ist oder Jolies technisch präzise Interpretation nicht beeindruckend sei.

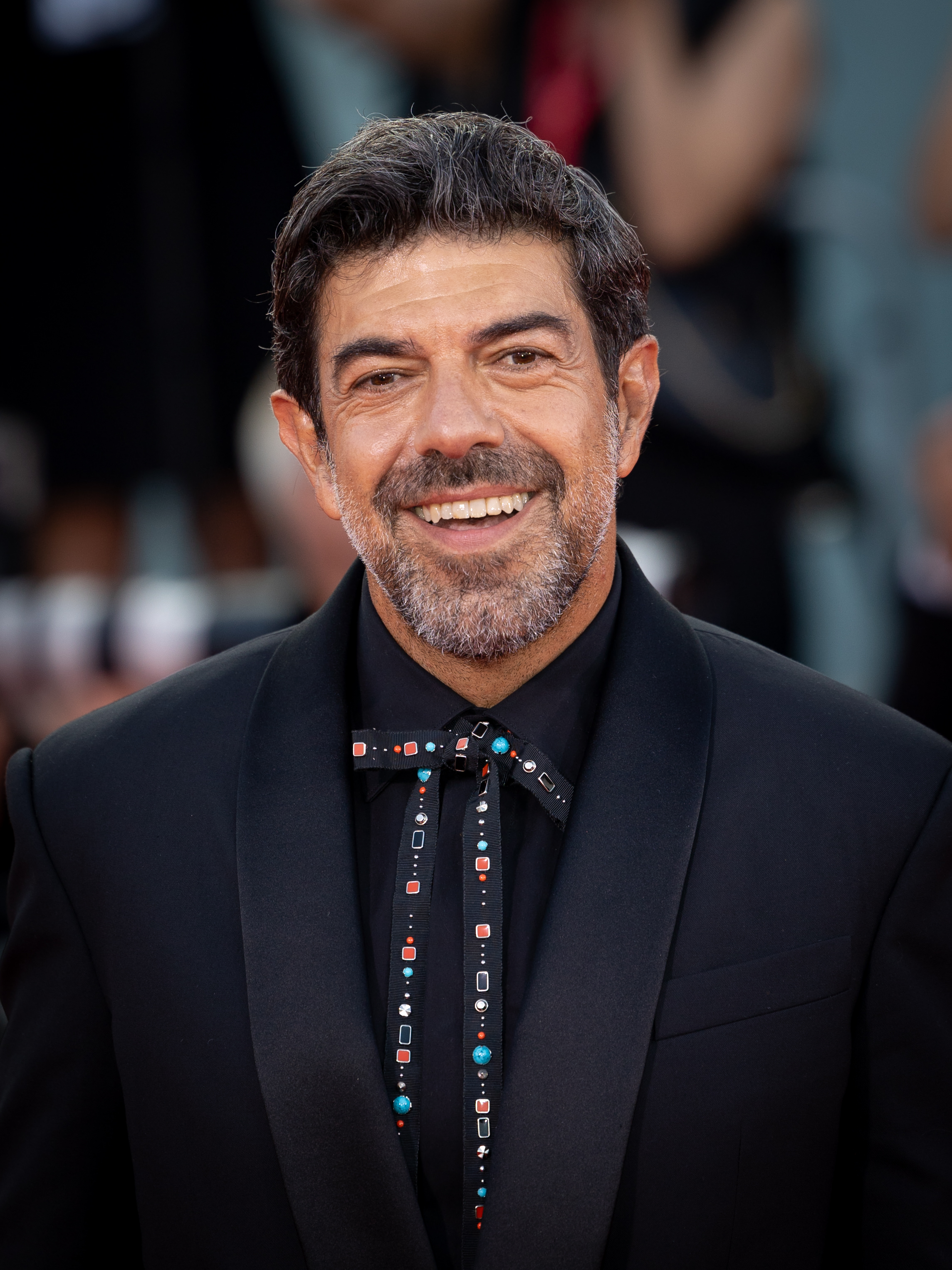
Pierfrancesco Favino spielt Ferruccio

Ema Sasic schreibt in ihrer Kritik, Maria versuche im Film nicht nur, ihre Stimme zurückzugewinnen, sondern auch, alle Traumata ihres Lebens loszuwerden, darunter ihre Kindheit in Griechenland und ihre Liebesaffäre mit Aristoteles Onassis, der sie schließlich verließ, um Jackie Kennedy zu heiraten. In diesen Momenten könnten auch die Nebendarsteller im Film glänzen. Es gebe eine schöne Szene zwischen Maria und ihrer von Valeria Golino gespielten Schwester Yakinthi, in der diese sie ermutigt, dieses schmerzhafte Kapitel ihres Lebens „abzuschließen“. Wie Bilginer Onassis spielt, der bei jeder Gelegenheit übertreibt und seine superreiche Figur zur pompösesten Person in jedem Raum macht, sei sehr unterhaltsam anzusehen. Die unterhaltsamsten Momente seien jedoch, wenn Jolie, Pierfrancesco Favino und Alba Rohrwacher, die ihren Butler Ferruccio und ihre Haushälterin Bruna spielen, gemeinsam auf der Leinwand zu sehen sind. Ihre Gespräche seien exzellent.
In Deutschland verzeichnet der Film 333.630 Besucher.

### Auszeichnungen
Im Rahmen der Oscarverleihung 2025 wurde Maria in eine Shortlist der Kategorie Bestes Make-up und beste Frisuren aufgenommen. Im Folgenden eine Auswahl von Auszeichnungen und Nominierungen.
American Society of Cinematographers Awards 2025
- Auszeichnung für die Beste Kamera (Edward Lachman)[36]

Costume Designers Guild Awards 2025
- Nominierung für die Besten Kostüme in einem historischen Film (Massimo Cantini Parrini)[37]

Critics’ Choice Movie Awards 2025
- Nominierung als Beste Hauptdarstellerin (Angelina Jolie)
- Nominierung für die Besten Kostüme (Massimo Cantini Parrini)

Golden Globe Awards 2025
- Nominierung als Beste Hauptdarstellerin – Drama (Angelina Jolie)

Gotham Awards 2024
- Auszeichnung mit dem Performer Tribute Award (Angelina Jolie)[38]

Internationale Filmfestspiele von Venedig 2024
- Nominierung im Wettbewerb um den Goldenen Löwen

Oscarverleihung 2025
- Nominierung für die Beste Kamera (Edward Lachman)

Palm Springs International Film Festival 2025
- Auszeichnung mit dem Desert Palm Achievement Award (Angelina Jolie)[39]

Satellite Awards 2025
- Nominierung als Beste Hauptdarstellerin (Angelina Jolie)
- Nominierung für die Beste Kamera (Edward Lachman)
- Nominierung für das Beste Kostümdesign (Massimo Cantini Parrini)[40]

Set Decorators Society of America Awards 2025
- Nominierung in der Kategorie Décor/Design of a Period Feature Film (Sandro Piccarozzi, Nóra Talmaier und Guy Hendrix Dyas)[41]